# Ouled Zouaï
Ouled Zouaï là một đô thị thuộc tỉnh Oum el Bouaghi, Algérie. Dân số thời điểm năm 2002 là 4.578 người.